# Sergio Huidobro Justiniano
Sergio Huidobro Justiniano (Santiago de Chile, 25 de diciembre de 1921) es un ex-contraalmirante y diplomático chileno, durante la dictadura militar comandó la Infantería de Marina de Chile. Posteriormente fue embajador de Chile en la  República Popular China.

## Biografía

### Carrera militar
Sergio Huidobro ingresó en 1942 como guardiamarina en la Armada de Chile y se incorporó encontró después de varios destinos como oficial en las unidades navales antes de que asistiera a un curso de marines con el Cuerpo de Marines de los Estados Unidos en 1955 Base de Quantico. Luego se unió a la misión militar en Washington D. C.. Posteriormente completó un curso de capacitación para comandantes y oficiales de estado mayor en la base del ejército de EE. UU. en Fort Benning. Después de su regreso a Chile, volvió a servir como oficial de tropa, antes de volver a estar entre 1965 y 1968 en misiones extranjeras en el Comando Sur de los EE. UU. en la Zona del Canal de Panamá. Más tarde, completó un curso de entrenamiento naval en la Estación Naval de Norfolk de la Marina de los EE. UU. Y fue ascendido a capitán de navío y designado comandante de los Marines.
Después de su ascenso a contraalmirante, Huidobro fue nombrado en 1971 como sucesor del Contralmirante Luis Urzúa Merino al frente de la Infantería de Marina, donde permaneció hasta su jubilación en 1975.

### Golpe de Estado y dictadura militar
Después de la victoria electoral de Salvador Allende, Huidobro ofreció junto con otros oficiales estrictamente anticomunistas su renuncia para no servir a un gobierno marxista. A continuación, el entonces comandante de la Armada, Almirante Fernando Porta Angulo lo invitó a una entrevista y logró evitar la dimisión del hecho de que él estableció una reunión entre el presidente chileno recién elegido y oficiales de alto rango. Esta reunión secreta con Allende tuvo lugar el 12 de septiembre de 1970 con la participación de comandante naval Porta y el Director General de Servicios Marinos, el vicealmirante José Toribio Merino, el segundo más alto oficial de bandera en su lugar. Otros participantes incluyen, entre otros, el designado ministro del Interior José Tohá González, el senador y desde hace mucho tiempo secretario general del Partido Comunista, Luis Corvalán, el senador y escritor Volodia Teitelboim, Jorge Insunza Becker, Manuel Mandujano y Jorge Molina Valdivieso. Almirante Porta salió de la reunión con la expectativa de que el presidente antes o después de romper con el Partido Comunista de Chile, y podría Merino y otros críticos de los oficiales del gobierno como Huidobro primer movimiento a permanecer. Tres años después, los mismos actores le quitaron el poder y lo obligaron a dejar el cargo porque no quería participar en sus planes golpistas.
Huidobro tenía una actitud abiertamente negativa hacia el presidente Allende en tiempos del gobierno de izquierda. Como hombre de confianza del entonces comandante de la Zona Marítima 1 en Valparaíso y más tarde comandante en jefe de la Armada, el vicealmirante José Toribio Merino, fue incluido en la preparación del golpe militar del general Augusto Pinochet de 1973. Las acciones de Merino y Huidobro en el período previo al golpe militar son descritas por Patricia Verdugo de la siguiente manera:

Y fue esa noche del sábado 8 de agosto cuando ocurrió un episodio clave, de aquellos que marcan el curso de la historia a partir de dos seres humanos que pactan decir una mentira. Huidobro decidió, entonces, un movimiento audaz. Hizo venir desde la capital, con carácter urgente, al capitán de Navío Ariel González, jefe de Inteligencia del Estado Mayor de la Defensa. Ya muy tarde en la noche urdieron la mentira para la reunión dominical de los almirantes. Sí, les dirían que ambos habían ido esa noche a una reunión en Santiago, en la cual el Ejército y la Fuerza Aérea habían acordado que el golpe sería el martes 11, a las seis de la mañana. Así de simple. Como dos niños que inventan una historia para conseguir algo de sus padres. Sólo que en este caso, no había puerilidad. Eran dos adultos que mentían para gatillar una acción armada de graves consecuencias. Y llegó la reunión. Los almirantes escucharon el informe de Huidobro. Uno de ellos, preguntó a Merino si había participado de las conversaciones. Merino miró a Huidobro y éste, sin siquiera ruborizarse, pidió autorización para hacer ingresar a la sala al capitán de Navío, Ariel González. Nadie osó dudar de la palabra del jefe de Inteligencia. Vino entonces la pregunta. ¿Quién iría a Santiago a ultimar el acuerdo por la parte de la Armada? Se le dieron plenos poderes al almirante Huidobro.

El Jefe del Estado Mayor Naval, el Vicealmirante Patricio Carvajal Prado, sin embargo, ya había ido a Santiago de Chile para discutir con los jefes de las otras fuerzas los detalles de la participación en el golpe.
El 9 de septiembre de 1973, Huidobro, junto con el Jefe de la Inteligencia Naval, Capitán de navío Ariel González, entregó una carta firmada por Merino al Comandante en Jefe del Ejército, General Pinochet, y al Comandante en Jefe de la Fuerza Aérea, Teniente General Gustavo Leigh. La carta fijaba el golpe de Estado para el 11 de septiembre de 1973. Decía:

9 de septiembre de 1973. Gustavo y Augusto. Bajo mi palabra de honor, el día H será el 11 y la hora, las 06.00. Si Uds. no pueden cumplir esta fase con el total de las fuerzas que mandan en Santiago, explíquenlo al reverso. El Almte. Huidobro está autorizado para tratar y discutir cualquier tema con Uds. Los saluda con esperanza y comprensión, Merino. A Gustavo: es la última oportunidad. J.T.. Augusto: Si no pones toda la fuerza de Santiago desde el primer momento, no viviremos para ver el futuro. Pepe.

La respuesta enviada por Huidobro a Merino llevaba las firmas de Leigh y Pinochet, así como el sello de Pinochet como Comandante en Jefe del Ejército.
Durante el golpe del 11 de septiembre de 1973, Huidobro proporcionó la seguridad personal del almirante Merino y sus oficiales a través de una compañía de infantes de marina, quienes protegieron al comandante durante los momentos críticos y los escoltaron a la sede de los golpistas.
Huidobro se mantuvo hasta 1975, comandante de los marines y luego se retiró. Su sucesor fue el contraalmirante Sergio Cid Arraya. Huidobro también se desempeñó como jefe de gabinete del almirante Merino, quien también fue miembro de la junta de gobierno, además de su función como comandante en jefe.
En 1977, Sergio Huidobro fue nombrado embajador de Chile en la República Popular de China.

### En la democracia
En noviembre de 2000, hubo protestas en el puerto de Valparaíso. La llamada Comisión Funa, un grupo de activistas de izquierda de derechos humanos, acusó a numerosos ex oficiales navales de ser responsables de la detención y tortura en los barcos de La Esmeralda, Lebu y Maipo estacionados en la Base Naval de Valparaíso durante la dictadura militar de Pinochet. Se basó en el informe Rettig escrito por la Comisión de Verdad y Reconciliación Nacional de Chile, presidido por Raúl Rettig, y otros informes de la Organización de Estados Americanos (OEA), Amnistía Internacional y el Senado de los Estados Unidos. Entre los acusados se encontraban además del contraalmirante Huidobro el vicealmirante Adolfo Walbaum Wieber, entonces comandante Marine Zone 1, vicealmirante Pablo Weber Munnich, comandante de la flota, y el contraalmirante Hugo Cabezas Videla, jefe del Estado Mayor General de la Armada, así como muchos otros altos oficiales.

### Familia y descendencia
De su matrimonio con Mariana Medel de la Barra nacieron seis hijos y una hija, Mariana Huidobro Medel, madre de Rodrigo Lanza.